# 莫斯伯格835終極馬格南泵動式霰彈槍
莫斯伯格835「終極麥林」（英語：Mossberg 835 Ulti-Mag）是一款由美国槍械製造商O.F.莫斯伯格父子公司所研製及生產的泵动式散彈槍，發射23⁄4英吋、3英吋和31⁄2英吋12鉛徑霰彈，亦是世界上第一款可發射31⁄2英寸12鉛徑超級馬格南霰彈的泵動式霰彈槍。
莫斯伯格835系列包含了廣泛而不同的內置式擊錘連發型號，而它們全部都共享著相同的基本型機匣和槍機，但不同的槍管長度、喉缩選項和配備（槍托和前護木）的材料。

## 基本特徵
與莫斯伯格M500型號一樣，所有的莫斯伯格M835型號都是以相同的基本設計為基礎。該槍已汲取了早期型莫斯伯格M500只設有一根槍機連桿而導致彎掉甚至斷裂的教訓，從推出時起已於槍機與護木兩側之間設有兩條槍機連桿設計；槍機以上亦設有兩具抽殼鈎。一個單一的大型鎖耳（英語：Lug）是用來固定後膛。管式彈倉位於槍管下面，並且通過螺紋擰入到機匣與其連接部。滑動式槍機釋放按鈕位於扳機護環的左後方，而手動保險則位於機匣上部的後方（通常被稱為“柄腳保險”）。
每個型號的瞄準具與其他型號都有所不同，由簡單的圓珠狀準星、光纖瞄準具到安裝在機匣上的鬼環式照門等，或是用以安裝光学瞄准镜的整合式瞄準鏡基座或輔助瞄準裝置安裝導軌都存在的。大部分型號都帶有機匣預鑽孔和攻絲用以安裝照門或是瞄準鏡基座。原廠的瞄準鏡基座是通過一個悬臂式瞄準鏡基座裝在槍管後部之上，其瞄準鏡基座會延伸至機匣頂部以上，但當槍管被拆卸下來以後，其瞄準鏡基座及裝上的瞄準鏡亦會保持在槍管以上。
由於設計上是為了在惡劣和骯髒的條件以下，例如水禽狩獵或戰鬥時使用，莫斯伯格835系列在設計上能夠輕易清潔和維修。所有的莫斯伯格835型號都配備了可互換的槍管，它可以在不需要利用任何工具以下拆卸，只要通過擰松其彈倉管的末端的螺絲，讓槍管得以拆卸下來。
槍機鎖進入位於槍管頂部的大型鎖耳，以確保堅實的槍機到槍管的連接，而非依賴於機匣以提供任何了閉鎖的強度。扳機組件，其中包括扳機、擊錘、阻鐵，裝在連同護環的扳機體上，可以通過卸出機匣上的一個定位卡銷和向下拉動扳機護圈就能拆出來（如果安裝了手槍握把的話，則通常首先必需將手槍握把拆卸下來，因為幾乎所有這樣的手槍握把會妨礙扳機組件從機匣上拉出）。升降器可以通過把該槍上保險並且把滑動式槍機一起拉動擠壓到後方，從而在卸出機匣上的升降器樞軸銷以後再把升降器拆出來。
莫斯伯格835系列的前護木可以向後拉動，使得槍機和槍機機框退出機匣，然後前護木可以通過將它向前推動拆卸下來。然後霰彈藥筒阻擋裝置和斷續裝置將自由掉落，在機匣上只留下由各自的螺釘所固定的拋殼頂桿和手動保險。管式彈倉弹簧和托彈板可從機匣上擰松彈倉管並且拆卸下來（這樣做在一些新型的莫斯伯格835型號們上則可能比較困難）。這種程度的不完全分解已經足以讓所有部件進行清潔。

## 設計
“M835”之名涵蓋了整個設計成可裝填31⁄2英寸（88.9毫米）“超級馬格南”霰彈藥筒的泵动式霰彈槍槍族。莫斯伯格M835的標準型號的管式彈倉可裝填5發2.75英寸（69.85毫米）霰彈藥筒、4發3英寸（76.2毫米）霰彈藥筒或是3發3.5英寸（88.9毫米）霰彈藥筒，而另外1發就在膛室之內。莫斯伯格835只有12鉛徑口徑，正如而12號是在當中最流行和具有最多可供選擇功能的鉛徑。
莫斯伯格M835裝有一根超膛徑槍管（Overbored Barrel），槍膛的直径大約為10鉛徑（19.69毫米）的等級，以減輕（尤其是“超級麥格農”霰彈藥筒）巨大的後座力。這槍管適用於發射散彈彈丸（鳥彈與鹿彈），但不能發射散彈塊。
莫斯伯格M835與莫斯伯格M500一樣，彈倉管是在槍口末端收閉，而槍管是通過槍機連接到一個在彈倉管的螺紋孔末端部內固定到位。彈倉管有利於方便地更改槍管，因為槍管螺栓並沒有任何比保持著槍管到位以外的其他功能。
由於目前尚未推出其正式的軍用型號，儘管現已推出了戰術土耳其型。莫斯伯格M835只是裝有塑料製扳機護環和手動保險按鈕，以及標準型槍管；即使是最短的槍管仍長達20英寸（508毫米）。

### 表面處理
莫斯伯格M500的標準型表面處理是陽極氧化的铝合金機匣以及一根拋光和烤藍處理的槍管。有些型號配備了黑色啞光繪漆機匣，和一根啞光烤藍處理的槍管。
莫斯伯格在多個不同的型號上，還提供了迷彩漆繪型號。槍托可以是由木材或复合材料所製造，而复合材料槍托則具有黑色或迷彩表面以配合該槍的其餘部分。

### 彈倉容量
莫斯伯格M835配備了一根可容納5發2.75英寸（69.85毫米）霰彈藥筒的管式彈倉，這通常被稱為六發型號（指彈倉管裝滿了霰彈藥筒再加上膛室內的一發）。與莫斯伯格M500不同在於，莫斯伯格M835無延長型彈倉管。
在只能使用標準型五發式彈倉管以上卻可使用不同的槍管，這是因為莫斯伯格M835是通過裝在管式彈倉的一個螺紋孔末端部內固定到位。目前可供六發型號使用的最短槍管長度為20英寸（508毫米），它只比標準型彈倉管延伸一點。

## M835的衍生型
根據不同的用途或訂單，莫斯伯格M835也具有多種衍生型號可以選用，可廣泛於各種的應用上使用。莫斯伯格M835的更換槍管便利性設計意味著單獨一枝霰彈槍的使用者可在許多具有不同的用途的槍管當中選用其中最符合情況的一根以自行組合。

### 野外型號
野外型號（英語：Field models）是最基本的運動型號。它們可以採用多種槍管長度和表面處理，並且可以設置為水禽狩獵、高地遊戲狩獵或火雞狩獵。所有型號都配備了超膛徑滑膛槍管可互換的喉缩和各種的固體散熱肋條槍管，無發射重彈頭或膛線內膛槍管的型號。

### 水禽型號
水禽型號與基本版本非常相似，而最主要的區別是表面（尤其是槍管的）處理。水禽版本採用莫西奧克的陰影草葉型（英語：Mossy Oak's Shadow Grass Blades）表面處理，這使得它正如其名的非常適合狩獵。水禽型號也比基本型略為沉重。

### 戰術型號
目前唯一的戰術型號為戰術土耳其型（英語：Tactical Turkey），為20英寸（508毫米）短槍管的六發型號，但在莫斯伯格M835以下使用標準型彈倉管長度的所有型號的槍管仍可完全互換。
戰術型可以配備各種專門的零件，當中可以包括「快速裝填」（英語：Speedfeed；攜帶4發額外備用霰彈藥筒）的可伸縮式槍托與手槍握把、光纖式瞄具、前護木帶（只裝在前托下面的短槍帶）以至制退器。伸縮式槍托完全縮折時的扳機扣動長度（英語：Length of Pull，簡稱：LOP）僅為10.75英寸（273.05毫米）。

## 配件和組合
與莫斯伯格M500型號一樣，莫斯伯格M835作為一款多用途槍械銷售。莫斯伯格出售種類繁多的槍托和槍管配件，讓它可進行多種不同配置。
使用了適當的零件，同一枝莫斯伯格M835可以作為野外槍、民用型防禦性武器、美式不定向飛靶及定向飛靶槍。
莫斯伯格還出售「組合」套裝，具有單一機匣和一根以上的槍管。例子包括28英寸（711.2毫米）與24英寸（609.6毫米）槍管各一根，或是野外型槍管、水禽型和黑色槍管。
所有莫斯伯格的型號，包括了M835、M535、M500、M505和M590（除了特殊用途和執法機關型號）都隨附提供了一個木製的銷子，又稱為鴨式插塞，裝在彈倉管上。這是為了遵守美國候鳥法律。這個插塞可降低和調節，可以在槍上裝填的霰彈藥筒數量。這可以通過拆卸槍管和將霰彈槍的槍口指向下方，前後來回輕輕地搖晃它直到插塞掉下來的方式拆卸。所有莫斯伯格型號還配備了機匣頂部的MIL-STD-1913戰術導軌，用以安裝各種光学瞄准镜，例如紅點鏡。

## 其他
2005年，莫斯伯格推出了基於M500、並且具有延長型機匣的M535霰彈槍，與莫斯伯格835一樣可發射3.5英寸（88.9毫米）“超級馬格南”霰彈藥筒。M535是莫斯伯格M835的一種較為便宜的替代選擇型號，但是M535無M835的超膛徑槍管。但相對的，無超膛徑槍管的M535可以發射在M835上所不能發射的獨頭彈。
M535的槍管不能夠與M500或M835的槍管互換使用，但M535的槍管卻可以選擇滑膛或是線膛，各種的固體散熱槍管肋條，槍管長度和不同的瞄準具型式。M535也可提供一款裝上了鬼環式瞄具和一個可折疊式手槍握把槍托的戰術型號。

## 資料來源
1. ↑  . Mossberg.com.   [2019-03-25]. （原始内容存档于2021-02-25）.

## 外部連結
- （英文）—Mossberg （页面存档备份，存于） corporate website.
- （英文）—Mossberg Owners Forum （页面存档备份，存于） a forum dedicated to Mossberg firearms.